# Cavalier Football Club
El Cavalier Football Club és un club jamaicà de futbol de la ciutat de Kingston, al barri de Mountain View.
El club va ser fundat l'1 d'agost de 1962 amb el nom Duncan Destroyers. Després de descendir l'any 1995 tornà a la primera divisió jamaicana l'any 2012.

## Palmarès
- Lliga jamaicana de futbol: [6]
  - 1980-81, 2021, 2023-24

- Copa del Carib de la CONCACAF: [7]
  - 2024